# Igreja Reformada Neerlandesa
A Igreja Reformada Neerlandesa ou Igreja Reformada Holandesa (em neerlandês: Nederlandse Hervormde Kerk ou NHK) foi uma denominação cristã Reformada, que existiu entre 1570 e 2004, quando se fundiu com as Igrejas Reformadas na Holanda e Igreja Evangélica Luterana no Reino da Holanda para formar a Igreja Protestante na Holanda (Protestantse Kerk in Nederland, ou PKN). Antes da sua fusão, em 2004, a igreja tinha 1.579.627 de membros organizados em 1.350 congregações. Uma minoria de membros da Igreja optou por não participar da fusão. Estes ex-integrantes organizaram a Igreja Reformada Restaurada (Hersteld Hervormde Kerk).
Foi uma das muitas novas igrejas, criadas em toda Europa durante a Reforma Protestante, no século XVI. Enquanto a Igreja Reformada Holandesa foi baseada nos Países Baixos, outras igrejas que exploraram os semelhantes pontos de vista teológicos foram fundadas também na França, Suíça, Alemanha, Hungria, Inglaterra e Escócia. A teologia e a prática da Igreja Reformada Holandesa, e suas igrejas irmãs dos países mencionados, foram baseadas nos ensinamentos do reformador francês João Calvino e outros reformadores de outras épocas.

## História

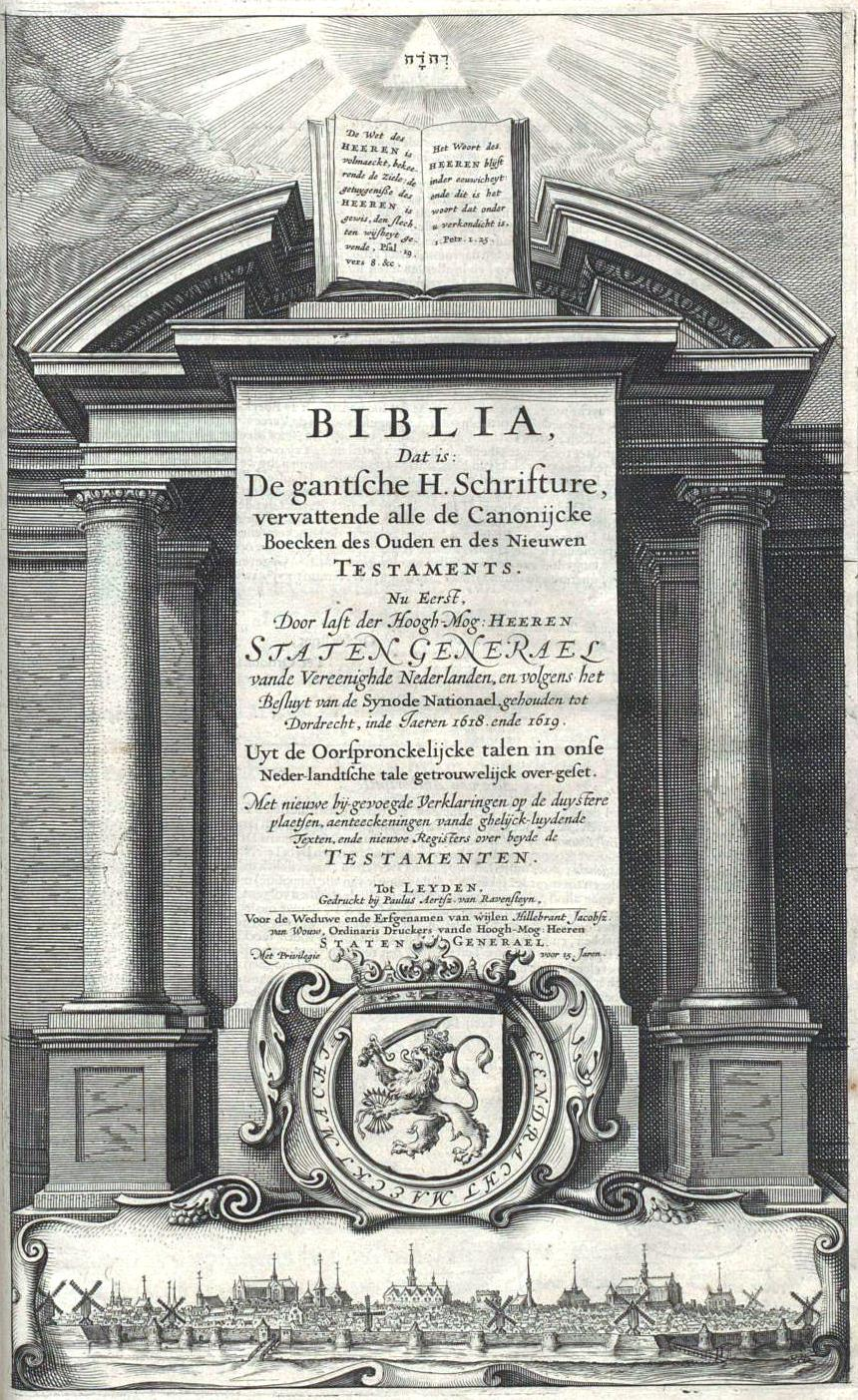
Página título da original Bíblia dos Estados de 1637

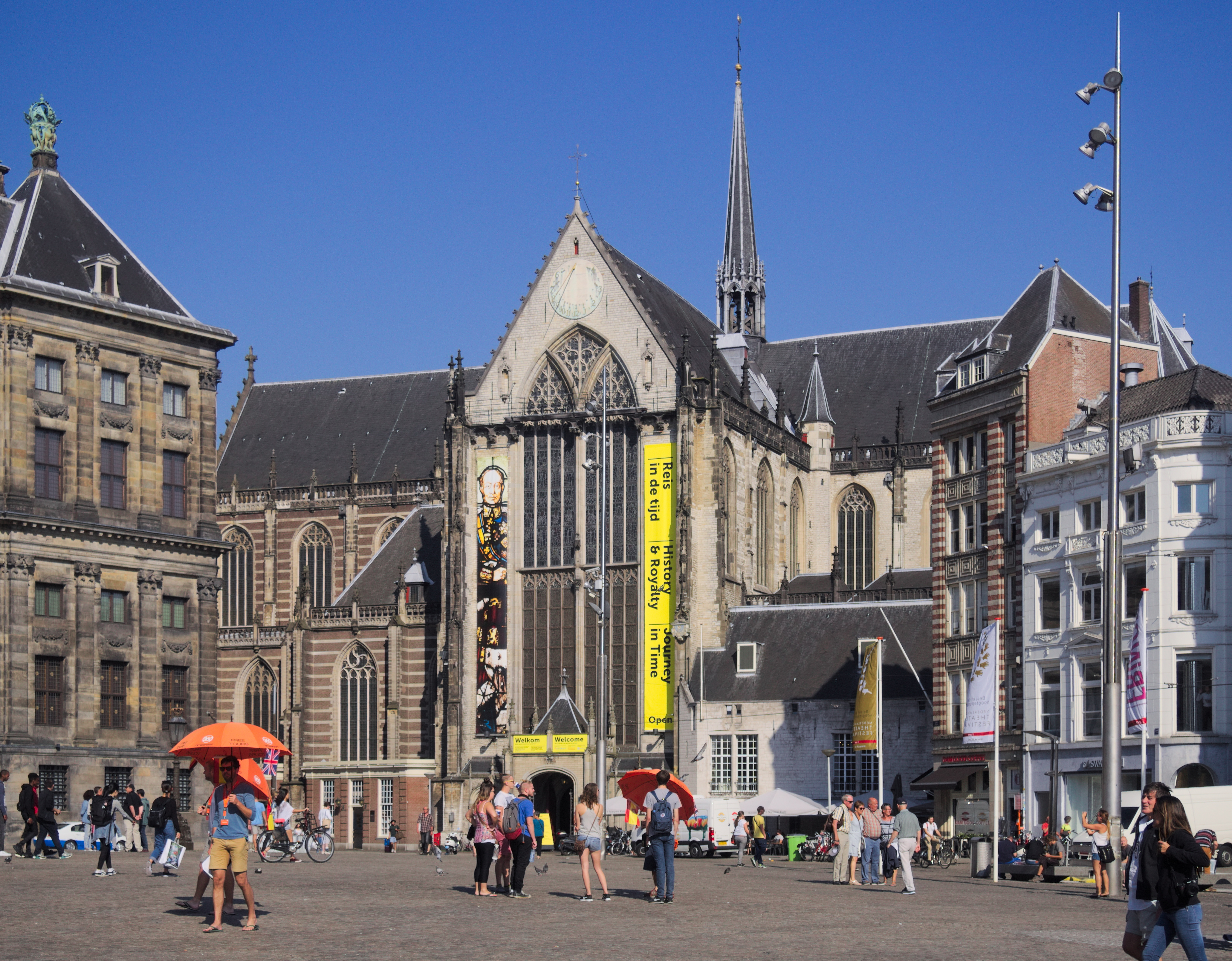
A Nieuwe Kerk em Amsterdã (possessão da Igreja Protestante nos Países Baixos)

Durante boa parte do século XVI, os Países Baixos estiveram sob o poder dos soberanos Habsburgos, primeiro com o imperador alemão Carlos V e, a partir de 1555, com seu filho Filipe II, rei da Espanha. Os esforços em prol de reformas religiosas nessa região haviam surgido ainda nos séculos XIV e XV, com movimentos como os Irmãos da Vida Comum. Tais movimentos tinham uma teologia agostiniana e davam ênfase ao estudo da Bíblia, à vida de devoção e à educação. A partir de 1520, surgiram as primeiras influências luteranas e anabatistas, que enfrentaram intensa repressão por parte das autoridades civis e eclesiásticas.
A fé reformada começou a se fazer sentir em 1523, através de contatos do estudioso holandês Hinne Rode com o reformador suíço Ulrico Zuínglio, e no final da década de 1550, já havia se implantado solidamente, principalmente nas regiões de língua francesa ao sul. Muitos neerlandeses foram influenciados por João Calvino em Estrasburgo e Genebra e pelo reformador polonês Jan Laski em Emden e Londres. Em 1561, o belga Guido de Brès escreveu uma confissão de fé “para os fiéis que estão dispersos por todos os Países Baixos”. Esse documento, conhecido como Confissão Belga, foi adotado por um sínodo em Antuérpia, em 1566, vindo a se tornar o principal padrão doutrinário dos calvinistas holandeses. Seu autor foi martirizado em 1567.
O primeiro sínodo reformado holandês reuniu-se em Turcoing em 1563, mas os dois primeiros sínodos gerais reuniram-se em Wesel (1568) e Emden (1571), ambos fora das fronteiras do país. Este último foi especialmente importante, porque efetivamente uniu todas as congregações em uma Igreja Nacional, adotando três documentos doutrinários: a Confissão Belga, o Catecismo de Genebra (para as igrejas de idioma francês) e o Catecismo de Heidelberg (para as de língua holandesa). Seguindo o modelo francês, havia quatro níveis administrativos: consistórios locais, classes (presbitérios), sínodos regionais e sínodo nacional.
O nascimento da Igreja Reformada Holandesa coincidiu com um período de intensas lutas entre os neerlandeses e seu soberano, o rei católico espanhol Filipe II. Este havia declarado que preferia morrer cem mortes a ser um rei de hereges. Em 1566, os nacionalistas entraram em guerra contra os espanhóis. No ano seguinte, Filipe enviou o implacável Duque de Alba para destruir a heresia e sufocar a resistência. A ditadura que se seguiu (1567-1573) custou milhares de vidas, mas não conseguiu vencer a rebelião. Sob a liderança de Guilherme I, Príncipe de Orange, que abraçou o calvinismo em 1573, o Holanda declarou a sua independência em 26 de julho de 1581. Guilherme foi assassinado por um fanático em 1584, sendo sucedido por seu filho Maurício, que consolidou a independência da nova República.
Em consequência das lutas político-religiosas, os Países Baixos se subdividiram em três nações: Bélgica e Luxemburgo (católicas) e Holanda (majoritariamente protestante). Sob o influxo da fé reformada e da recém-conquistada autonomia política, a Holanda se tornou rapidamente uma das nações mais prósperas da Europa, criando um império comercial que se estendeu por todos os continentes. Tornou-se também uma das regiões da Europa marcadas por maior tolerância religiosa, atraindo dissidentes e refugiados de diversos países.

## Igreja e o estado
Quando o Reino dos Países Baixos foi criado em 1815, a organização da Igreja Reformada Holandesa, tornou-se mais centralizada do que nunca. A organização da Igreja existente foi varrido pelos regulamentos "impostas pelo novo governo, e a Igreja foi colocada sob o controle real, com seus membros sendo Sínodo pessoalmente nomeados pelo rei, até 1852. Não foi até 1853 que a Igreja e o Estado se tornou totalmente separados.
Durante este período, a Igreja experimentou duas divisões: a "Afscheiding" (a separação) em 1834 e os "Doleantie" (tristeza), liderado por Abraham Kuyper, em 1886.

## Século XX
A Igreja Reformada Holandesa manteve o corpo maior igreja na Holanda até o meio do século XX, quando foi ultrapassado pela Igreja Católica Romana. A secularização rápida da Holanda na década de 1960 reduziu drasticamente a participação na igreja protestante. A partir dos anos 60 em diante, várias tentativas foram feitas para o efeito uma reunião com as Igrejas Reformadas na Holanda (Gereformeerde Kerken em Nederland). Isto levou a duas igrejas se unirem com a Igreja Evangélica Luterana no Reino da Holanda (Evangelisch-Lutherse Kerk in het Koninkrijk der Nederlanden), em 2004, para estabelecer a Igreja Protestante na Holanda em 2004.
A fusão em 2004 levou a um cisma em que um número de congregações e membros da Igreja Reformada Holandesa separados para formar a Igreja Reformada Restaurada (Hersteld Hervormde Kerk). Estimativas dos seus membros variam de 35.000 até 70.000 em cerca de 120 congregações locais servidos por 88 ministros. A Igreja Reformada Restaurada desaprova a natureza pluralista da igreja mesclado, alegando que há contradições entre as confissões reformadas e luteranas. Este grupo também se opõe a bênção de uniões do mesmo sexo nas igrejas cristãs e da ordenação de mulheres, práticas comuns na igreja resultante da fusão, a Igreja Protestante da Holanda.

## Fora dos Países Baixos
Onde quer que os Países Baixos estabelecessem colônias, a Igreja Reformada Neerlandesa tornou-se a denominação oficial.

### América do Norte
A Igreja Reformada Holandesa expandiu-se para as Américas, no início em 1628 com a "Marble Collegiate Church" na cidade de Nova Iorque (então chamada de Nova Amsterdã). St. Thomas, a Igreja Reformada foi formada em 1660 em St. Thomas, dinamarquês Antilhas, e foi a primeira Igreja Reformada Holandesa no Caribe.
Nos Estados Unidos, a Igreja Reformada na América (RCA) é a segunda maior entre as várias igrejas reformadas constituídas por imigrantes holandeses. Enquanto isso, a Igreja Cristã Reformada da América do Norte é a maior denominação nesta família. Outras denominações menores formadas por imigrantes incluem as Igrejas Reformadas Canadenses e Americanas, as Congregações Reformadas na América do Norte, as Congregações de Herança Reformada, Congregações Reformadas Neerlandesas, as Igrejas Protestantes Reformadas na América, e as Igrejas Reformadas Unidas na América do Norte. Ex-Presidentes dos Estados Unidos Martin Van Buren e Theodore Roosevelt, ambos de ascendência holandesa, foram relacionadas com à Igreja Reformada Holandesa.
América do Sul
A Igreja Reformada Holandesa (NHK) chegou ao Brasil durante o domínio holandês em Pernambuco por volta de 1630. A igreja foi instalada na colônia sob a proteção do conde Maurício de Nassau. Neste período a exemplo do que ocorrera na Holanda, os calvinistas convertem templos católicos romanos em calvinistas como a antiga Igreja do Corpo Santo no Recife onde os elementos católicos romanos foram retirados e o púlpito passa a ocupar local de destaque no templo transformando a no principal templo reformado do Recife. Os missionários holandeses evangelizaram os indígenas potiguaras, dando início a Igreja Reformada Potiguara, alguns índios foram para a Holanda.

### África Austral
A Igreja Reformada Holandesa deu origem a várias denominações reformadas na África do Sul, incluindo a Igreja Reformada Neerlandesa (NGK), o Igreja Reformada Holandesa da África (NHKA), a Igreja Reformada Holandesa na África (NGKA), a Igreja Protestante Africâner, e a Igreja Reformada Unificada na África Austral, Igrejas Reformadas na África do Sul.

### Sri Lanka
Através da Companhia Holandesa das Índias Orientais, a Igreja Reformada Holandesa foi criada em Ceilão em 1642. A Igreja Reformada Holandesa do Ceilão mudou seu nome oficialmente em 2007, para a Igreja Cristã Reformada do Sri Lanka para focalizar a sua identidade de forma mais clara sobre ser cristão, em vez de seu patrimônio holandês. A partir de 2007, sua participação está em torno de 5.000, que inclui tanto comungante e membros batizados em 29 congregações, pregar em estações e postos de missão.